# Lijst van spelers van KSC Lokeren
Deze lijst omvat voetballers die bij KSC Lokeren spelen of gespeeld hebben. De spelers zijn gerangschikt volgens alfabet. 

Deze lijst is volledig bewerkt tot 29 december 2019.

## A
- / Besart Abdurahimi  (2014-2017)
- Marko Andić (2007)
- Eugène Ansah  (2013-2017)
- Aimé Anthuenis (1970-1974)
- Mohamed Armoumen (2007-2008)
- Atte-Oudeyi Zanzan (2003-2006)
- / Djamel Abdoun (2015)
- Ademilson (2004-2005)
- Francis Ambané (2003-2004)
- Sam Dominique Abouo (1998-2000)
- Patrick Apataki (2000-2002)
- Jun Amano (2019-2020*)
- Taty Asigani (2001-2002)
- Ademola Adeshina (1988-1989)
- Juan Amieva (2009)

## B
- Sadio Ba (1992-1993)
- Mahmadu Alphajor Bah (1994-1996)
- Walter Fernández Balufo (2013-2015)
- Sambegou Bangoura (2000-2003)
- Aristide Bancé (2003-2006)
- Omri Ben Harush (2018-heden)
- Amine Benchaib (2017-heden)
- Jean-Paul Boeka-Lisasi (1996-2000)
- Ali Bouabé (2006-2010)
- Hakim Bouchouari (2005-2006)
- Mike But (1992)
- Geoffrey Mujangi Bia (2018-2019)
- Marel Baldvinsson (2003-2006)
- Vegard Braaten (2010-2011)
- Serhij Bolbat (2015-2017*)
- Julien Bailleul (2010-2011)
- Iddi Baba (2009-2010)
- Václav Budka (1996-2000)
- Joël Bartholomeeussen (1995-1997)
- Rigo Buayi-Kidoda (1998-2001)
- Blaise Bapo (1999-2003)
- Giorgi Beridze (2019-2020*)
- Jacky Boonen (1995-1997)
- Jim Bett (1979-1980 & 1983-1985)
- Jan Banaś (1976-1977)
- Frank Bosmans (1987-1993)

## C
- Aboubacar M'Baye Camara (2004-2009)
- Mario Carević (2007-2010)
- José Cevallos Enríquez (2018-heden)
- João Carlos Pinto Chaves (2004-2008, 2016)
- Kwinten Clappaert (2005-2010)
- Sorin Colceag (1999-2000)
- Alexander Corryn (2011-2015)
- Mugurel Cornăţeanu (1995-1996)
- Barry Boubacar Copa (2007-2017)
- Kim Christofte (1982-1984)
- Ibrahima Sory Conté (2002-2005)
- Mamadou Coulibaly (2000-2006)
- Victor Correia (2002-2005)
- Mohamed Camara Yali-Yali (2007-2008)
- Rogerio Cannellini (1999-2001)
- Dieter Creemers (2013-2015)
- Rudi Cossey (1995-1996)
- Carl Cornelissen (1976-1980)

## D
- Mladen Dabanovič (1999-2004)
- Bob Dalving (1975-1984)
- Guy Dardenne (1979-1980)
- Davy De Beule (1992-2005)
- Laurens De Bock (2009-2013)
- Tjörven De Brul (1991-1994)
- Benjamin De Ceulaer (2010-2012)
- Steve De Ridder (2016-2019)
- Donovan Deekman (2009-2012)
- Steven De Geest (1998-2004)
- Walter De Greef (1987-1988)
- Preben De Man (2007-2015)
- Ertan Demiri (2008-2010)
- Nill De Pauw (2008-2015)
- Bart De Roover (1988-1991)
- Sepp De Roover (2010-2013)
- Olivier Deschacht (2018-2019)
- Maurits De Schrijver (1974-1986)
- Johannes Devrindt (1974-1976)
- Griffin De Vroe (2004-2008)
- Filip De Wilde (2004-2005)
- Ortwin De Wolf (2016-2019)
- Cyriel Dessers (2014-2016)
- Danny D'Hondt (1984-1995, 1997-1999)
- / Bambo Diaby (2018-2019)
- Mamadou Alimou Diallo (2003-2007)
- Olivier Doll (2004-2010)
- Grégory Dufer (2007)
- Sergio Dutra Junior (2013-2015)
- Frédéric Dupré (2008-2010)
- Karol Dobiaš (1980-1983)
- Tom De Sutter (2016-2018)
- Goran Drulic (2005-2006)
- Seth De Witte (2019-heden)
- / Duško Đurišić (2004)
- / Sinisa Dobrasinovic (1998-2000)
- Lezou Doba (2002-2006)
- Renato de Cássio Negrão (2004)
- Jimmy De Jonghe (2019-heden)
- Théo Defourny (2019-heden)
- Xavier Deschacht (2004-2007)
- Stijn De Wilde (2008-2009)
- Frederik De Winne (2005-2008)
- Karel De Smet (1999-2001)
- Ibrahima Diedhiou (2006-2007)
- Benjamin De Wilde (2005-2009)
- Stefan Deloose (2008-2012)
- Joey Dujardin (2015-2017)
- Pascal Dias (1998-1999)
- Charles Dago (1999-2001)
- Nico De Neef (2001-2004)
- Sven de Geyter (2000-2001)
- Erik de Koeijer (1986-1994)
- Preben De Man (2013-2015)
- Abdou Diakhate (2019-2020*)
- Abdoulaye Diaby (2019-2020*)
- Milan De Mey (2019)
- Max De Ruyver (2019-heden)
- Hans De Schrijver (1995-1997)
- Johan Devrindt (1974-1976)
- Jan de Koning (1972-1978)
- / Djordje Despotovic (2013-2014)

## E
- Hassan El Mouataz (2006-2013)
- Elos Elonga-Ekakia (1994-1998)
- Preben Elkjær Larsen (1978-1984)
- / Lewis Enoh (2015-2018)
- Hans Eric Ekounga (2003-2004)
- / Karim El Bodmossi (2000-2004)
- Etim Esin (1988-1991)
- Etienne Everaert (1972-1977)

## F
- Djiby Fall (2012)
- Walter Fernández (2013-2015)
- Geir Ludvig Fevang (2010-2012)
- Jakov Filipović (2017-heden)
- Predrag Filipović (2005-2007)
- Alfred Finnbogason (2011-2012)
- Peter Feteris (1975-1976)
- Francis Ambane (2003-2004)
- Aboubacar Fofana (2003-2004)

## G
- Georgios Galitsios (2011-2015, 2016-2017)
- Bo Geens (2014-2016, 2017-2018)
- Karel Geraerts (2003-2004)
- Omer Golan (2007-2010)
- Fernand Goyvaerts (1973-1974)
- Arnar Grétarsson (2000-2006)
- Arnór Guðjohnsen (1978-1983)
- Ibrahima Gueye (2009-2013)
- Mohammad Ghadir (2015-2016)
- Paolo Grbac (2012-2013)
- Davy Gysbrechts (1997-1999)
- Bo Geens (2013-2018)
- Ridwan Gyselinck (2015-2017)
- Jan Goossens (1949-1952)
- Ludo Geens (1988-1990)

## H
- Hillaert Jacques (1970-1973)
- Hamdi Harbaoui (2011-2014)
- Besnik Hasi (2006-2007)
- Roger Henrotay (1976-1979)
- Marc Hendrikx (2004-2005)
- Dirk Hinderyckx (1977-1979)
- Bouke Hoogenboom (1974-1988)
- Guus Hupperts (2016-heden)
- Arthur Henrique Ricciardi Oyama (2014-2016)
- Habib Habibou (2019-heden)
- Auðun Helgason (2000-2003)
- Ortwin Helderwert (2001-2003)
- Theo Husers (1977-1978)
- / Anel Hajrić (2019-heden)
- André Heerwegh (1984-1985)
- Peter Hallaert (1991-1995)
- Guy Hanssens (1976-1979)
- Aage Hansen (1974-1977)

## I
- Roland Ingels (1970-1983)
- Sverrir Ingason (2015-2017)
- Arne Ivens (2008-2010)
- Blaise Issankoy-Massiva (2000-2003)
- Alhassane Issoufou (2003-2004)
- Milan Icin (1985-1987)

## J
- Dawid Janczyk (2009-2010)
- Čedomir Janevski (1996-1997)
- Boban Jancevski (2007-2008)
- Pier Janssen (1989-1991)
- Chris Janssens (1996-2001)
- Đorđe Jovanović (2018-2019)
- / Ivica Jovanović (2006)
- Ivan Jovanović (2007)
- Stjepan Jukic (2005-2006)
- Nikola Jambor (2016-2018)
- Jef Jurion (1971-1974)
- Jajá (2015-2018)

## K
- / Suad Katana (1999-2004)
- Onur Kaya (2014-2015)
- Stephen Keshi (1985-1987)
- Jean-Paul Kielo-Lezi (2006*)
- Papy Kimoto (1999-2002)
- Jan Koller (1996-1999)
- Rúnar Kristinsson (2000-2007)
- Ján Kozák (1999-2000)
- Serhij Kovalenko (2007*)
- / Samy Kehli (2017-2018)
- Musa Kanu (1992-1999)
- Stephen Keshi (1986-1987)
- Ryuta Koike (2019-heden)
- Mohamed Lambine Kaba (2006*)
- Brima Kanu (1996-1998)
- Munever Krajisnik (1989-1992)
- Vasili Karataev (1990-1991)

## L
- Ronny Laroy (1978-1991)
- Preben Larsen (1978-1984)
- Grzegorz Lato (1980-1982)
- Yusuf Lawal (2017-heden)
- Jugoslav Lazić (2004-2015)
- Ivan Leko (2010-2014)
- / Nzelo Lembi (1992-1995)
- Edward Linskens (1996-1997)
- Włodzimierz Lubański (1975-1982)
- Mbaye Leye (2014-2015)
- Bert Lamaire (1997-1998)
- Jan Lohman (1978-1979)
- Kubu Lembi (2009-2011)

## M
- Ouwo Moussa Maazou (2007-2009)
- Lukáš Mareček (2018-heden)
- Mijat Marić (2010-2018)
- Milos Maric (2012-2013)
- Stefano Marzo (2017-heden)
- Dimitri M'Buyu (1983-1987)
- Didier M'Buyu (1984-1989 & 1990-1993)
- Gregory Mertens (2014-2015)
- Ferenc Mészáros (1987-1993)
- Julian Michel (2017-heden)
- Zvonko Milojević (2003-2007)
- Cédric Mingiedi (2008-2015)
- Marko Mirić (2015-2019)
- / Benjamin Mokulu (2010-2013)
- Raymond Mommens (1975-1986)
- Arno Monsecour (2016-heden)
- Tracy Mpati (2017-heden)
- Knowledge Musona (2019)
- Marko Myyry (1989-1994)
- / Sanharib Malki (1989-1994)
- Marcel Mbayo (1999-2001)
- Goran Maznov (2006-2007)
- Veldin Muharemovic (2008-2010)
- Dario Melnjak (2015-2017)
- / Gary Martin (2017)
- Jean Alassane Mendy (2018)
- Zeljko Mitrakovic (2000)
- Manfred Müller (1974-1975)
- Georges Messi (2002-2004)
- / Cédric Mitu (2013-2014)
- Camille Muzinga (1999-2004)
- Serge Mputu Mbungu (2000-2003)
- / Cédric Mingiedi Mpembele (2011-2015)
- Tony Mols (1993-1998)
- Ognjen Majdov (1999-2000)
- Alen Mrzlecki (2001-2002)
- / Bureima Maiga (2001-2004)
- Singa Manzangala (2001-2002)
- / Dylan Mbayo (2019)
- Robin Mantel (2018-heden)
- Vlad Mitrea (2019-heden)
- Pieter Maes (1995-1997)
- Albert Michiels (?-1959)
- Dennis Moerenhout (2000-2002)

## N
- Petar Nadoveza (1973-1976)
- / Evariste Ngolok (2014-2017)
- Angelo Nijskens (1982-1993)
- Branislav Ninaj (2015-2018)
- / Francis N'Ganga (2019-heden)
- / Novica Nikcevic (2000-2001)
- Frank Nollet (1976-1979)
- Fran Navarro (2019-2020*)
- Thomas Nzinga (2019-heden)

## O
- Denis Odoi (2013-2016)
- Adekanmi Olufade (2000-2001)
- Killian Overmeire (2003-heden)
- Arthur Oyama (2014-2016)
- Mohamed Ofkir (2017-2018)
- / Chukwunonso Onwuekelu (2009)
- Peter Ogaba (1991-1994)
- Hamado Ouedraogo (2003-2004)

## P
- Tommi Paavola (1990-1991, 1992-1993)
- Jérémy Perbet (2010-2011)
- Ayanda Patosi (2011-2017)
- Marcel Peeper (1993-1997)
- Koen Persoons (2010-2017)
- Wilfried Puis (1972-1976)
- Nebojsa Pavlovic (2007-2009)
- / Saidou Panandetiguiri (2005-2008)
- Martin Pěnička (1997-2000)
- Bart Peeters (1997-1999)
- Krzysztof Pawlak (1988)
- Erwin Palmers (1987-1990)

## Q
- Alex Querter (1977-1978)

## R
- Jordan Remacle (2013-2015)
- Jakub Řezníček (2019-heden)
- Petter Rudi (2001-2002)
- Peter Rufai (1987–1991)
- Roma (2005)
- Joher Rassoul (2015-2019)

## S
- Enes Saglik (2013-2014)
- Anton Saroka (2018-heden)
- Koen Schockaert (1994-1998)
- Alexander Scholz (2013-2015)
- Johan Schoofs (1984-1996)
- Samson Siasia (1987-1993)
- Jurgen Sierens (1997-2001)
- Ari Freyr Skúlason (2016-heden)
- Victor Smilovici (1938-1944)
- Eddy Snelders (1980-1982)
- Karel Snoeckx (1997-1999)
- Tomislav Šokota (2009-2010)
- Seyfo Soley (2000-2002)
- Ronald Somers (1975-1988)
- Stefaan Staelens (1992-2001)
- Antti Sumiala (1993-1994)
- Pierre Suijkerbuijk (1972-1976)
- / Luciano Slagveer (2017-2019)
- Robin Söder (2017-2018)
- / Said Ahmed Said (2019-2020*)
- Abdoul Karim Sylla (2001-2004)
- Filip Starzynski (2015-2016)
- Sulejman Smajić (2009-2011)
- Ibrahim Somé (2007-2008)
- Milan Stojanović (2006-2008)
- / Avi Strul (2008-2010)
- Bob Straetman (2016-heden)
- Laurens Symons (2019-heden)
- Mathias Schamp (2007-2008)
- Ebrahim Seedat (2011-2012)
- Patrick Stalmans (1988-1991)
- Branko Stojanović (1997-1999)
- Ronny Schollaert (1986-1992)

## T
- Patiyo Tambwe (2006-2008)
- Jérémy Taravel (2010-2013)
- Mehdi Terki (2016-2019)
- Mario Tičinović (2015-2019)
- Ronny Tielemans (1970-1975)
- Mickaël Tirpan (2018-heden)
- Remco Torken (1995-1996)
- Juan Pablo Torres (2017-2019)
- Ahmed Touré (2008-2010)
- Issa Traore (2006-2007)
- Jore Trompet (2009-2015)
- Katuku Tshimanga (2008-2011)
- Tiko (2007-2013)
- Tailson (2004-2005)
- Calogero Taibi (1989-1993)
- Dale Tempest (1986-1987)
- Frans Thielemans (1955-1957)
- Guy Thys (1958-1959)
- Mohamed Timoumi (1987-1989)
- Jim Tolmie (1981-1983)
- Bart Tonnelier (1991-1993)
- / Juan Pablo Torres (2017-2019)
- Joran Triest (2017-2018)

## U
- Kari Ukkonen (1986-1987)

## V
- Jelle Van Damme (2019-heden)
- René van der Gijp (1982-1984)
- François Van der Elst (1983-1986)
- Ronny Van Geneugden (1996-2001)
- Hein Van Haezebrouck (1998-2000)
- Gunther Van Handenhoven (2005-2007)
- Patrick Van Veirdeghem (1979-1990)
- Johnny Velkeneers (1974-1980)
- Marc Verbruggen (1978-1983)
- René Verheyen (1974-1983)
- Davino Verhulst (2013-heden)
- Bruno Versavel (1986-1988)
- Patrick Versavel (1985-1989)
- Danny Veyt (1991-1993)
- Arnar Viðarsson (1997-2006)
- Davíð Viðarsson (2006)
- Roman Vonášek (1996-2002)
- Ivan Vukomanović (2004-2008)
- Nenad Vanić (2000-2001)
- Zdenko Vukasović (1972-1978)
- Josef Vacenovský (1971-1978)
- Hans Vanaken (2013-2015)
- Sven Van der Jeugt (2001-2004)
- Michael Van Hoey (1999-2008)
- Gil Van Moerzeke (2018-2019)
- Johan Van Rumst (?-1996)
- Christian Van Hoeylandt (2000-2004)
- Stefan Van Dender (1997-2003)
- Hein Vanhaezebrouck (1998-2000)
- Jan Van Damme (1996-2000)
- Đorđe Vujkov (1983-1986)
- Hervé Van Overtvelt (1996-1997)
- Rudi van Goethem (1983-1985)
- Stefan Vereycken (1994-1995)
- Rik Van Cauter (1977-1986)
- Eric Vanlessen (1975-1977)
- Hans Van Someren (1976-1980)
- Luc Van Bergen (1980-1985)
- Didier Verheuge (1982-1988)

## W
- Walter Fernández (2013-2014)
- Vidal Wilhelm (1995-1998)

## Y
- / Souleymane Youla (1999-2000)
- / Yvan Yagan (2010-2012)
- / Bigen Yala Lusala (2011-2012)

## Z
- Patrice Zéré (1998-2004)
- Daniel Zitka (1999-2002)
- Yoav Ziv (2009-2010)
- Patrick Zoundi (2000-2005)
- Djamel Zidane (1978-1980)

RSC Anderlecht ·
Antwerp FC ·
Beerschot AC ·
Beerschot VA ·
KSK Beveren ·
Rupel Boom ·
Cercle Brugge · 
Club Brugge ·
KRC Genk ·
KAA Gent · 
KV Kortrijk ·
OH Leuven ·
Lierse SK ·
RFC de Liège ·
KSC Lokeren ·
Lommel SK ·
KV Mechelen ·
Royal Excel Moeskroen ·
RAEC Mons ·
KV Oostende ·
RFC Seraing ·
STVV ·
Sporting Charleroi ·
Standard Luik ·
AFC Tubize ·
Union SG ·
KVC Westerlo ·
SV Zulte Waregem